# La Bandida
La Bandida – meksykańska telenowela wyprodukowana przez wytwórnie TV Azteca, Teleset i Sony w 2018 roku. W roli tytułowej występują kolejno Julieta Grajales i Sandra Echeverría.
Polska premiera serialu odbyła się 3 lipca 2020 o godzinie 20.35 w TVP1, a powtórki są emitowane w TVP2, TVP Kobieta i TVP Seriale.

## Fabuła
Film oparty jest częściowo na prawdziwej historii Gracieli Olmos, znanej jako La Bandida, szefowej meksykańskiej grupy narkotykowej. Opowiada historię jej życia – od dzieciństwa, kiedy trafiła do sierocińca, przez poślubienie rewolucjonisty, aż po stratę przez męża, gdy została zmuszona do hazardu, kradzieży biżuterii i przemytu alkoholu. Dzięki swojej fortunie, zdobytej przez handel narkotykami, stworzyła w Colonia Condesa (dzielnicy Meksyku) klub „La Casa de la Bandida”, będący też domem schadzek, który gościł ważnych polityków i artystów.

## Obsada[3]
- Sandra Echeverría, jako starsza „La Bandida” (Graciela Olmos)
- Julieta Grajales, jako młodsza „La Bandida” (Marina Aedo, później Graciela Olmos)
- Jenny Kay, jako nastoletnia Marina Aedo
- Ianis Guerrero, jako José Hernández („El Bandido”)
- Marcelo Córdoba, jako Martín Hernández
- Memo Villegas, jako Ramiro Pedrajo
- Adriá Morales, jako Adela
- Vicky Araico, jako Marieta
- Fernanda Arozqueta, jako młodsza Valentina
- Marcia Coutiño, jako siostra Catalina
- Ariel López Padilla, jako doktor Raúl Ávila
- Albi De Abreu, jako Tommy Barton
- Alfredo Huereca, jako generał Ordóñez
- Antonio Fortier, jako Arturo Quintero
- Cinthia Vázquez, jako starsza Valentina
- David Medel, jako starszy Benjamín Olmos
- Arantza Ruiz, jako Marina Olmos
- Shaila Dúrcal, jako María Conesa
- Iván Arana, jako Pedro Nuñez
- José Carlos Femat, jako Güero
- Gimena Gómez, jako Blondi
- María Gonllegos, jako Consuelo
- Jessica Ortiz, jako Księżniczka
- Florencia Ríos, jako Nimfa
- María del Carmen Félix, jako Raquel
- Christian Chávez, jako Samuel Hernández

## Emisja w Polsce
W Polsce telenowela była emitowana od 3 lipca do 3 września 2020, początkowo codziennie siedem razy w tygodniu, od poniedziałku do soboty o 20.35 i w niedziele o 20.15., a od 17 sierpnia osiem razy w tygodniu, w poniedziałki o 20.35 i 21.15, od wtorku do soboty o 20.35 oraz w niedziele o 20.15 w TVP1.
Pierwszy odcinek telenoweli na antenie TVP1 obejrzało 1,9 mln widzów, co dało stacji pozycję niekwestionowanego lidera na rynku w tym paśmie. Rekordową popularnością cieszył się odcinek 4 emitowany 6 lipca – jego emisja przyciągnęła przed ekrany aż 2,11 mln osób.
Opracowaniem wersji polskiej dla TVP zajęły się Teresa Włodarczyk i Karolina Władyka. Lektorem serialu był Marek Lelek.

## Przegląd sezonów
| Seria | Liczba odcinków | Pierwsza emisja | Pierwsza emisja  | Pierwsza emisja    | Pierwsza emisja | Pierwsza emisja |
| Seria | Liczba odcinków | Premiera serii  | Finał serii      | Dystrybucja        | Premiera serii  | Finał serii     |
| ----- | --------------- | --------------- | ---------------- | ------------------ | --------------- | --------------- |
| 1     | 62              | 1 marca 2019    | 1 marca 2019     | Amazon Prime Video | 3 lipca 2020    | 3 września 2020 |
| 1     | 62              | 1 czerwca 2020  | 17 września 2020 | Azteca 7           | 3 lipca 2020    | 3 września 2020 |